# 山田村 (福岡県築上郡)
山田村（やまだむら）は、福岡県築上郡にあった村。

## 歴史
- 1889年（明治22年）4月1日 - 町村制の施行により、上毛郡四郎丸村、川内村、鳥越村が合併して村制施行し、山田村が発足。
- 1896年（明治29年）4月1日 - 郡の統合により築城郡と上毛郡が合併し築上郡となる[1]。
- 1955年（昭和30年）4月10日 - 築上郡八屋町、角田村、千束村、三毛門村、黒土村、横武村、合河村、岩屋村と合併して宇島市を新設して消滅。